# Juani Ruiz
Juani Ruiz Hidalgo (Badolatosa, 10 de junio de 1962) es una actriz y cantante española, conocida por sus papeles en las series web de Atresmedia Veneno, Cardo y Vestidas de azul.

## Carrera
Antes de irse a Madrid trabajó con su familia en labores agrícolas en las campañas de su pueblo natal.
Empezó a estudiar teatro en el año 2000, en la Escuela "La Lavandería". Interpretó en pequeños escenarios obras tales como Las brujas de Salem.
Juani Ruiz saltó a la fama en el año 2020 con su debut actoral, interpretándose a sí misma en la serie biográfica de Atresmedia Veneno, producida por Javier Calvo y Javier Ambrossi y centrada en la vida de Cristina la Veneno.
En 2021 interpretó el papel de Puri en Cardo. La actriz se congratuló además de que a través de este papel interpretó por primera vez a una mujer cisgénero, en lugar de a una mujer trans como es habitual.
En marzo de 2023 lanzó su primer single, "Fantasmas del pasado". Para la elaboración del videoclip contó con la colaboración del periodista José Mola y la drag queen Peka Mimosa, y fue rodado en Madrid. La escritora y activista Valeria Vegas se refirió a ella en referencia al videoclip como "mujer de sueños cumplidos", dado que Juani quiso ser cantante desde su infancia.
Retomó su papel interpretándose a sí misma en la serie de Atresmedia Vestidas de azul, continuación de Veneno, que tuvo su estreno en diciembre de 2023.
En marzo de 2024 lanzó su segundo single, "Ahora viene lo mejor".
Practica diariamente yoga desde hace muchos años.

## Filmografía

### Cine
| Año  | Título         | Papel      | Notas      |
| ---- | -------------- | ---------- | ---------- |
| 2023 | Transuniversal | Ella misma | Documental |

### Televisión
| Año  | Título                             | Papel          | Notas         |
| ---- | ---------------------------------- | -------------- | ------------- |
| 1997 | Esta noche cruzamos el Mississippi | Ella misma     | 2 entrevistas |
| 2020 | Veneno                             | Juani          | 5 episodios   |
| 2021 | Cardo                              | Puri           | 2 episodios   |
| 2023 | Vestidas de azul                   | Juani          | Protagonista  |
| 2025 | Superestar                         | Juani Jusmusic | 1 episodio    |

## Discografía
| Año  | Sencillos            |
| ---- | -------------------- |
| 2023 | Fantasmas del pasado |
| 2024 | Ahora viene lo mejor |

## Premios
- Premio honorífico CinemaTrans (2024).[7]